# Mounana
Mounana är en ort i Gabon. Den ligger i provinsen Haut-Ogooué, i den centrala delen av landet, 500 km öster om huvudstaden Libreville. Antalet invånare är 4 377.